# Cantone di Mende-Sud
Il Cantone di Mende-Sud era una divisione amministrativa dell'arrondissement di Mende.
È stato soppresso a seguito della riforma complessiva dei cantoni del 2014, che è entrata in vigore con le elezioni dipartimentali del 2015.
Comprendeva parte della città di Mende e i comuni di:
- Balsièges
- Brenoux
- Lanuéjols
- Saint-Bauzile
- Saint-Étienne-du-Valdonnez